# Dvorní malíři rudolfínské Prahy
Malíři vstupovali do dvorských služeb již od doby vrcholného středověku. Stávali se tak součástí královských a knížecích dvorů, přičemž často zastávali funkci komořích. Vedle většinou povinného pobytu u panovnického dvora, bylo hlavní činností dvorních malířů malovat portréty panovníků a členů jejich rodin. Za to získávali smluvní plat, a tím také nezávislost na regulích malířských cechů. Často pracovali i na výzdobě paláců, na dekoracích pro dvorní slavnosti a pro divadelní představení. Za Ferdinanda I. Habsburského (1503–1564) byli do Prahy zváni malíři, které císař vyznamenal dvorským titulem. Mnozí z nich však nepracovali jen pro dvůr, ale pracovali i ve všech městech pražských, a někdy i v celém království.
Mezi 1526 až 1576 bylo v Praze zapsáno 98 mistrů malířského řemesla a mezi 1576–1620 jich bylo dokonce 167. Tato čísla zahrnují i 51 dvorních malířů, z nich většina působila v Praze v době vlády císaře Rudolfa II. Habsburského (1552–1612). Z nich však jen Matyáš Hutský z Křivoklátu, chráněnec arcivévody Ferdinanda II. Tyrolského (1529–1595), byl původem Čech. Hutský byl autorem cyklu miniatur v rukopise Icones historici, vitam et martyrium sancti Venceslai z roku 1585, reprodukujících výjevy ze života sv. Václava, které Mistr Litoměřického oltáře namaloval na stěny Svatováclavské kaple v katedrále sv. Víta v Praze. Byl také autorem iluminací zhotovených pro Václava Štěpanického z Valdštejna (první díl Lomnického graduálu).

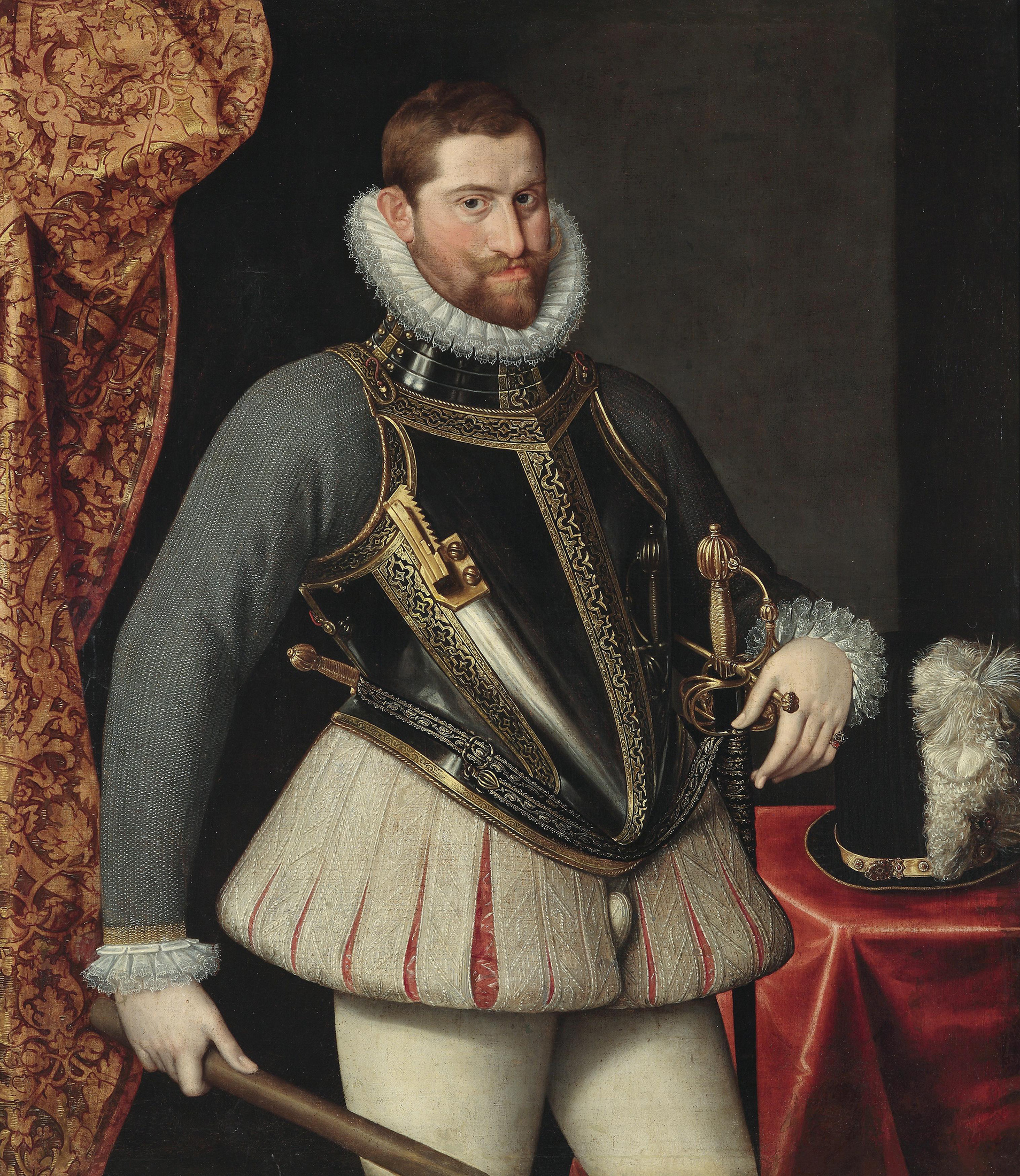
Císař Rudolf II. Habsburský (namaloval Martino Rota; Kunsthistorisches Museum, Vídeň, Rakousko)

S přibývajícím počtem dvorních malířů nezávislých na cechovních regulích však narůstalo napětí mezi dvorem a městy. Zvláště po roce 1583, kdy císař Rudolf II. nechal přestěhovat svou rezidenci z Vídně do Prahy, se napětí mezi dvorskými a cechovními malíři vystupňovalo natolik, že 27. dubna 1595 císař vydal Privilegium, ve kterém nejen potvrzoval dřívější výsady pražského malířského cechu, ale dále je rozšířil a polepšil také cechovní erb.. Tímto dekretem císař vyčlenil malířství z pozice řemesla a nově ho zařadil mezi uměleckou činnost.

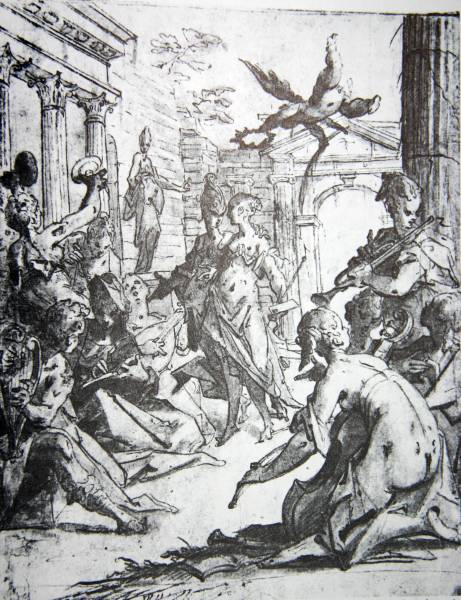
Minerva uvádí malířství mezi Apollóna a Múzy v kresbě Hanse von Aachena (asi 1595, Moravská galerie, Brno)

Tuto změnu znázornil Hans von Aachen v kresbě Minerva uvádí malířství mezi Apollóna a Múzy (Moravská galerie, Brno). Podle této kresby později Aegidius Sadeler vytvořil známý mědiryt Minerva uvádí Malířství mezi Sedm Svobodných umění (1595/97, Wallraf-Richartz-Museum, Kolín n/Rýnem). Byl to doklad, jak vysokého uznání se dostalo dvorním, ale i cechovním malířům působícím v rudolfínské Praze. Ke konečnému zklidnění situace pak významně přispěl Bartholomeus Spranger, který patřil k císařskému dvoru, ale současně byl i členem městského malířského cechu. Byl to právě on, kdo provedl polepšení staroměstského malířského erbu, jehož podobu dnes známe z kopie zhotovené Jiřím Gabrielem Mayerem z Chebu v letech 1627–1631.

## Dvorní malíři prvních Habsburků působících na českém trůně (1526–1583)
Mladý Rudolf II. se během svého osmiletého výchovného pobytu u španělského dvora (1564–1571) mohl podrobně seznámit s uměleckými sbírkami krále Filipa II. Španělského (1527–1598). Rovněž Rudolfův otec Maxmilián II. Habsburský (1527–1576), který patřil mezi nejvzdělanější evropské panovníky, se zajímal především o malířství a antické památky. V neposlední řadě Rudolfa II. ovlivnily umělecké sbírky jeho strýce arcivévody Ferdinanda II. Tyrolského. Po odchodu z Prahy (1567) nechal arcivévoda jednu z nejzajímavějších sbírek té doby převézt z Prahy na zámek Ambras u Innsbrucku.
S přeložením císařského úřadu do Prahy se do ní přestěhovala i většina malířů vídeňského dvora, z nichž někteří sloužili již Rudolfovým předchůdcům, Ferdinandovi I. a Maxmiliánovi II. Proto mezi roky 1585 až 1615 v Praze vznikala malířská díla vysoké umělecké kvality, která se stala předmětem mecenášství a soustředěného sběratelského úsilí uměnímilovného císaře. Současní historici proto skupinu dvorních malířů Rudolfa II. nazývají "pražskou manýristickou školou".
Od 2. poloviny 16. století se v Praze začaly objevovat výrazné umělecké osobnosti, které se podílely především na přestavbě a výzdobě Pražského hradu. Již Ferdinand I. posílal do Prahy své malíře, aby vyzdobili hradní prostory. Byl to především Jakob Seisenegger, malíř reprezentativních císařských portrétů, který od roku 1531 působil jako dvorní malíř. Od roku 1539 pracoval na Pražském hradě jako dvorní malíř také Giovanni Battista Ferro. Jím navržený cyklus podobizen českých panovníků a rodiny Ferdinanda I., v roce 1563 započatý milánským malířem Domenicem Pozzym, však nebyl nikdy dokončen. V roce 1551 vstoupil do služeb arcivévody Ferdinanda II. Tyrolského Benátčan Francesco Terzio (1523–1591). Pracoval jako portrétista. Byl také autorem kresebného návrhu Zpívající fontány před Královským letohrádkem. Jeho nejobsáhlejším dílem pro arcivévodu však byly Imagines Gentis Austriacae, v nichž zpodobnil 74 členů Habsburského rodu. K Terziovým vrstevníkům patřil Florian Abel, původem Němec, který i jako dvorní malíř vstoupil do Staroměstského malířského cechu. Svými dřevořezy se podílel na ilustraci Melantrichova vydání Bible české. Pro předčasnou smrt (1565) ilustrace Bible dokončil Francesco Terzio.
Následně do služeb Maxmiliána II. byl přijat Giulio Licinio (1527–1591 ?), původem z Benátek, označovaný za dvorního portrétistu. K jeho nejvýznamnějším dílům patří výzdoba prostor kaple Bratislavského hradu provedená v letech 1563–1570. Naopak k výzdobě zámku Neugebäude císař Maxmilián II. pozval do Vídně Bartholomea Sprangera (1546–1611), krajináře vyučeného v Nizozemí, který si další malířské žánry osvojil ve Francii a Itálii. Jeho první práce provedené v Praze se týkaly výzdoby císařských komnat na Pražském hradě. Skutečného vrcholu však dosáhla Sprangerova tvorba po roce 1590. Dokládají to obrazy Alegorie Moudrosti, oslavující císaře Rudolfa II., a Epitaf zlatníka Müllera, malířova tchána.

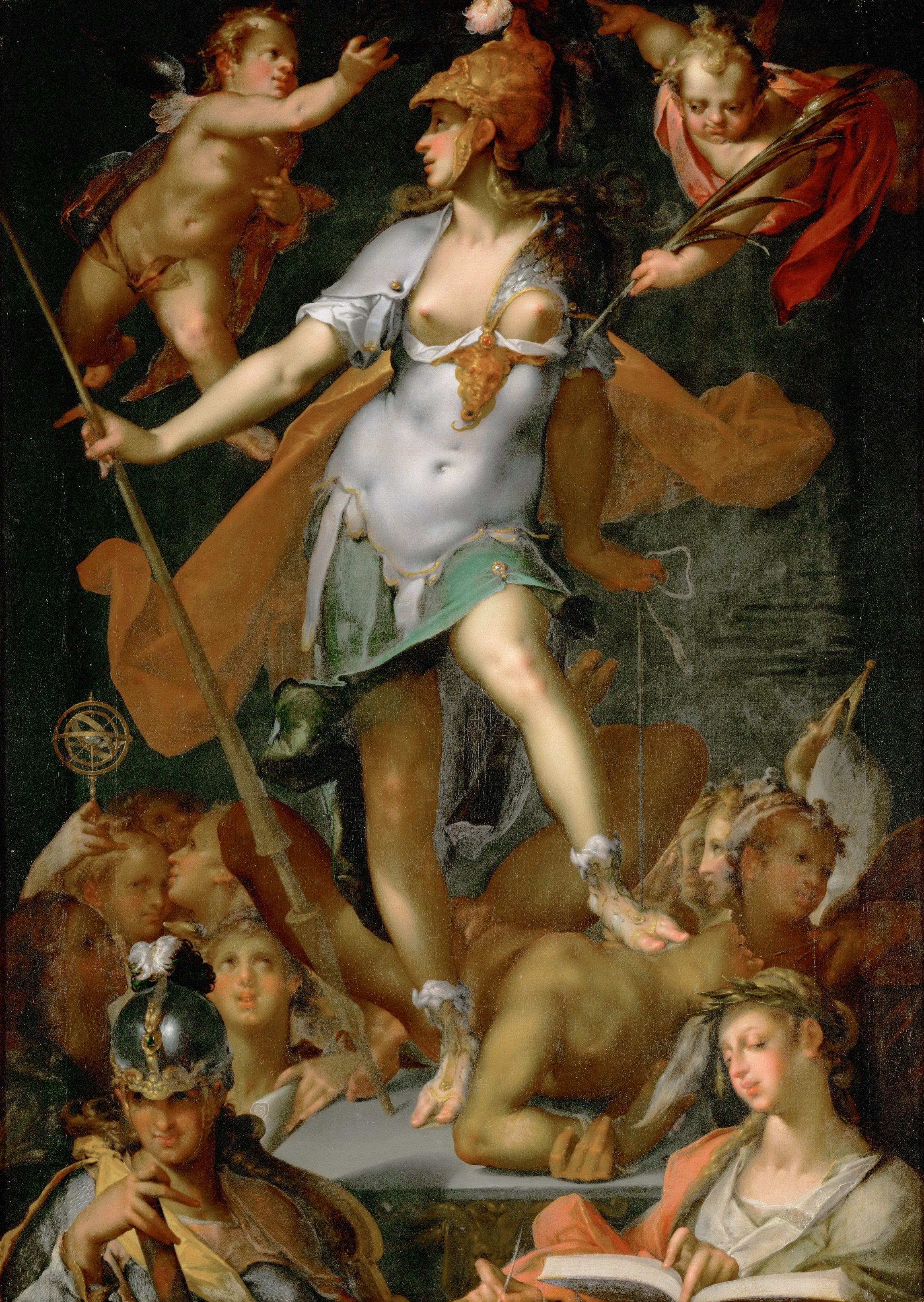
Alegorie Moudrosti. Vrcholné dílo Bartholomea Sprangera (asi 1595, Kunsthistorisches Museum, Vídeň)

Jeho oblíbenost u císaře dokládá inventář Rudolfovy sbírky (1621) uvádějící 27 mistrových obrazů. Ještě dříve než Spranger vstoupil do císařských služeb působil na habsburském dvoře italský malíř Giuseppe Arcimboldo (1537–1593). Začal pracovat již pro Ferdinanda I., ale především si ho oblíbil Maxmilián II., a to pro Arcimboldobvy obrazy "kompozitních hlav". Na dvoře Rudolfa II. se mu nakonec dostalo mimořádného uznání a za prokázané služby mu císař potvrdil nejen šlechtický titul, ale v roce 1592 mu dokonce udělil titul hraběte.

## Dvorní malíři a pražský dvůr Rudolfa II. (1584–1620)
V roce 1585, krátce poté, co v říjnu 1583 císařský dvůr přesídlil do Prahy, Rudolf II. pozval do svých služeb malíře Hanse Hoffmanna, původem z Norimberka, který byl znalcem Dürerových děl a kopistou jeho obrazů. O čtyři roky později byl k císařskému dvoru přijat Dirck de Quade van Ravesteyn (1565/7-1620) pocházející z Nizozemí. V roce 1590 byl jmenován dvorním malířem Joris Hoefnagel (1542–1600/01), malíř krajinných miniatur a portrétních vyobrazení, který byl současně i poradcem malíře Hanse von Aachena. V letech 1572 až 1617/18 jeho kresby městských vedut vydal Georg Braun a Franz Hogenberg v šestisvazkovém díle nazvaném Civitates Orbis Terrarum. V Praze však Hoefnagel pobýval jen přechodně, neboť preferoval Vídeň. Naopak jeho syn Jacob Hoefnagel (1575–1630) se v Praze usídlil, zúčastnil se stavovského povstání a po bitvě na Bílé hoře musel z Čech uprchnout. Proslavilo ho vydání otcových kreseb pod názvem Archetypa. V Praze pobýval od roku 1599, ale oficiální titul dvorního malíře získal až v roce 1602.
Vedle vlivu otcovy tvorby jsou v dílech Jacoba Hoefnagela patrné podněty rudolfínských figuralistů, především Josepha Heintze staršího (1564–1609). Ten se vyučil stavitelství u svého otce Daniela a malířství u známého bernského malíře Hanse Bocka staršího. V Itálii se inspiroval Correggiovou malbou a v Římě začal spolupracovat s Hansem von Aachenem, který mu pomohl k císařskému dvoru (1591). Císař ho krátce po příjetí poslal znovu do Itálie, aby tam kreslil antické památky a vyhledával umělecká díla pro císařovu obrazovou galerii. Do Prahy se Joseph Heintz starší vrátil jako zkušený kreslíř a malíř náboženských a mytologických obrazů. Na rozdíl od Prahy, v jižním Německu, kam se často vracel, se uplatnil i jako architekt. Josef Heintz byl císařem vysoce ceněn jako komorní malíř, který však 15. října 1609 v Praze neočekávaně zemřel. Teprve po Heintzově smrti byl jmenován komorním malířem Matthias Gundelach (asi 1566–1654), který byl jeho dílenským spolupracovníkem. Ten nejdříve dokončoval Heintzem rozpracovaná díla, dále rozvíjel jeho styl a postaral se i o malířovu rodinu. Asi před rokem 1617 přesídlil do Augsburgu, kam vzal do učení také mistrova syna Josepha Heintze mladšího. Od roku 1604 byl Rudolfovým dvorním malířem také Jeremias Günther (? – ?), který v císařských službách setrval i za císaře Matyáše. Z jeho malířské tvorby se dochovala jen jediná signovaná kresba a dva obrazy – portrét Rudolfa II. a císařovny Anny. Při malování oficiálních portrétů Günther vycházel z prototypů Hanse von Aachena a působil i jako kopista Bassanových, Dürerových a Brueghelových obrazů.

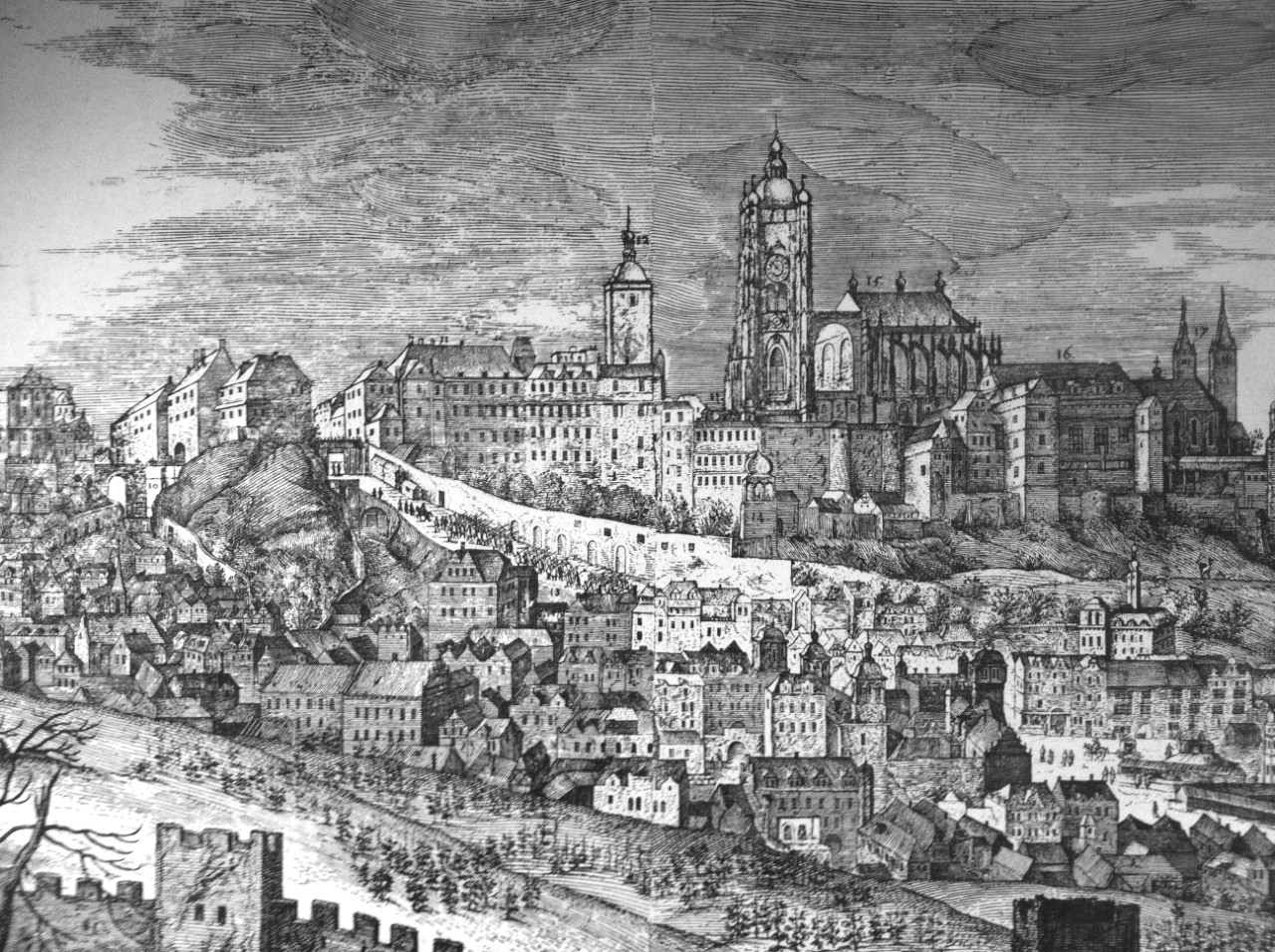
Pražský hrad. Detail Sadelerova prospektu Prahy, 1606 (podle kresby Philippa van den Bossche v devítidílné mědirytině Johanna Wechtera), Archiv hl. města Prahy

Ač oba Hoefnagelové byli dobrými krajináři, Rudolf II. chtěl získat do svých služeb specialisty v tomto oboru. Našel je v Pieteru Stevensovi, a především v Roelandtu Saverym. Pieter Stevens (1567 ?-po 1624) přišel do Prahy v roce 1594 již jako vyškolený krajinář. Přitahovalo ho především město a jeho atmosféra, což dokládá i soubor pohledů na evropská města (především na Prahu a Řím). Tento soubor kreseb, vytvořený po roce 1604, byl určen přímo pro císaře, protože ten do města nevycházel. Nejznámější osobností rudolfínského krajinářství však byl Roelandt Savery (1574/76-1639), který navázal na nizozemské mistry krajinomalby, včetně Pietera Bruegela staršího. Zasloužil se také o rozvoj malby zátiší a zvířecích motivů. Ve stejné době jako Savery přišel do Prahy i Paulus van Vianen (1570?-1613), od roku 1603 císařův zlatník, jehož kresby znamenaly přelom ve vidění a znázornění krajinných motivů. V Praze ho upoutala architektura města, která již dříve zaujala Hanse (1526?-1606) a Paula (1567?-po 1630) Vredemana de Vries. V Praze se však oba malíři zdrželi jen tři roky, neboť zde neměli dostatek vhodných interiérů pro svou iluzivní malbu. Přitom některé jejich závěsné obrazy vykazují figurální domalby Dircka de Quade van Ravesteyn. Další generace krajinářů, reprezentovaná Stevensovými syny, Antoniusem a Pieterem, navázala na otcovy krajinářské kompozice, aniž by přijala malířské podněty rodiny Bruegelů.
Hans von Aachen (1552/56-1615), který patřil mezi vrcholné manýristy rudolfínského dvora, pro císaře nejen maloval a sjednával nákupy obrazů, ale přiváděl do Prahy i další malíře. Mezi nimi byl i Daniel Fröschl (či Froeschl, 1573–1613), který původně pracoval pro Mediceje jako miniaturista. Císař byl s jeho tvorbou natolik spokojen, že Fröschl v Praze zůstal. Prováděl miniaturizaci děl cizích malířů a od roku 1607 byl antikvářem císařských sbírek.

## Mistři ryteckého umění na dvoře Rudolfa II.
Také grafika se postupně vymanila z postavení řemesla a její tvůrci byli přijímáni císařem Rudolfem II. jako dvorní umělci. V době jeho panování u dvora působila řada významných rytců té doby, které do Prahy přitahovala císařova Privilegia zaručující právní ochranu před neoprávněným kopírováním rytin v celé Svaté říši římské. Do Prahy proto přijel nejen Aegidius II. Sadeler (1568–1625), jenž získal titul císařského rytce (1597), ale i Martino Rota (1520 ?-1583), který byl dvorním malířem ve Vídni, či Hendrick Goltzius (1558–1617), který získal privilegium chránící jak jeho rytiny, tak i rytiny jeho nevlastního syna Jacoba Mahama (1571–1631). Nepřekvapí proto, že mimořádně vysoké kvality těchto rytin zajišťovaly slávu nejen autorům předloh, ale i jejich rytcům. Popularitu rytin zvyšovala i jejich cenová dostupnost, autorům pak jejich rychlé společenské rozšíření.
Uvádí se, že instituce dvorního rytce vznikla za vlády císaře Maxmiliána II. v souvislosti se jmenováním Martina Roty. Rota maloval a ryl portréty členů habsburské dynastie, což dokládají i tři portréty Rudolfa II. z let 1574, 1575 a 1577. Rota v rytině Císař Rudolf II. z roku 1577 zobrazil panovníka již jako císaře Svaté říše římské. To mu vyneslo pozvání ke dvoru s titulem "portrétista a sochař". Rotovy portrétní rytiny prvních Habsburků posloužily Aegidiu Sadelerovi k vytvoření elegantních portrétních kompozic, které byly napodobovány po celé 17. století.
Početná rodina Sadelerů se zasloužila o rozvoj reprodukční grafiky, především o vytříbenost námětů a velký rozsah tónů, které dávaly dějovou prostorovost jejich grafickým listům. Pracovali v Antverpách, ale po pádu města (1585) emigrovali do různých míst Německa, ale i do Benátek a Prahy. Aegidius II. Sadeler (1568 ?-1625) emigroval do Mnichova, kde ryl podle kreseb Bartholomea Sprangera, Jorise Hoefnagela a Hanse von Aachena. Vytříbenou uměleckou zkušenost v technice rytiny získal při svých dvou cestách do Itálie. Z té druhé byl císařem Rudolfem II. pozván do Prahy (1597), kde se stal dvorním rytcem Rudolfa II., ale i jeho nástupců Matyáše Habsburského a Ferdinanda II. Habsburského. Později se věnoval výchově začínajících rytců a ovlivnil i mladého Václava Hollara. K jeho nejvýznamnějším rytinám patří portréty Rudolfa II. a Velký (Vladislavský) sál na Pražském hradě (1607).
Hendrick Goltzius (1558–1617) byl nejslavnějším rytcem 16. století, ale po roce 1600 se věnoval také malbě. V roce 1595 získal Goltzius císařské privilegium. Jeho série Císařští hrdinové byla věnována Rudolfovi II., čímž se stala autorovým nejvýznamnějším příspěvkem k popularizaci Habsburků. Jeho nevlastní syn Jacob Matham pracoval podle Goltziusova vzoru i v době, kdy již poklesl zájem o Sprangerovy návrhy. Není však pochyb, že rudolfínská grafika představovala vrchol brilance ryteckého umění 16. a 17. století. Dokládají to i rytiny Dominica Custose (po 1550–1612) a jeho spolupracovníků Lucase a Wolfganga Kiliánových.

## Osudy obrazové sbírky Rudolfa II.
Hlavní prostory, do kterých Rudolf II. umístil své sbírky, se nacházely v 1. patře chodbového traktu spojujícího císařský palác obrácený k jihu s velkými hradními sály – Španělským sálem (dnes Rudolfova galerie) a Novým sálem – (dnes Španělský sál) na severu. Druhé patro tohoto traktu bylo určeno pro obrazovou galerii. Také v dnešní Rudolfově galerii byly vystaveny obrazy, přičemž strop galerie byl vyzdoben iluzivní malbou Paula Vredemanna de Vries. Nový, dnes Španělský sál, obsahoval vystavené sochy. Obrazy a sochy byly rovněž vystaveny v Letohrádku královny Anny. Sbírka asi 3000 obrazů však po smrti Rudolfa II. neměla dlouhého trvání. Císař Matyáš hned po bratrově smrti část sbírek převezl do Vídně. Na konci třicetileté války sbírka posloužila jako válečná kořist švédským vojskům a na konci 18. století její zánik dovršila josefínská dražba Přes všechny uvedené ztráty zůstal ve sbírkách Pražského hradu soubor obrazů významné umělecké hodnoty, který se stal základem současné Obrazárny Pražského hradu.

## Přehled dvorních malířů, kreslířů a rytců na císařském dvoře Rudolfa II.
| Jméno malíře                  | (Auto)portrét | Kategorie na Commons                                          | Narození                | Úmrtí                         | Malířská tvorba                                                                 | Dvorní malíř                                                          |
| ----------------------------- | ------------- | ------------------------------------------------------------- | ----------------------- | ----------------------------- | ------------------------------------------------------------------------------- | --------------------------------------------------------------------- |
| Abel, Florian                 |               |                                                               | ? Kolín nad Rýnem       | 1564/5 Praha ?                | Kreslíř, navrhl hrobku Maxmiliána I. v Innsbrucku                               | před 1550 ? dvorní malíř Ferdinanda I.                                |
| Arcimboldo, Giuseppe          |               | Kategorie „Giuseppe Arcimboldo“ na Wikimedia Commons          | 1527 Milán              | 1593 Milán                    | Portrétista, malíř kompozitních a reverzních polopostav                         | 1563 dvorní malíř Ferdinanda I, Maxmiliána II. a Rudolfa II.          |
| Ferro, Giovanni Battista      |               |                                                               | ?                       | ?                             | Návrhl cyklus 40 panovnických podobizen a rodiny Ferdinanda I. pro Pražský hrad | 1539–1548 pracoval jako dvorní malíř Ferdinanda I.                    |
| Fröschl, Daniel               |               |                                                               | 1563 Augsburg           | 1613 Praha                    | Kreslíř a miniaturista                                                          | 1604? dvorní malíř Rudolfa II.                                        |
| Goltzius, Hendrick            |               | Kategorie „Hendrick Goltzius“ na Wikimedia Commons            | 1558 Mulbracht          | 1617 Haarlem                  | Rytec a malíř                                                                   | 1595 privilegium Rudolfa II.                                          |
| Gundelach, Matthäus           |               |                                                               | 1566? Kassel            | 1654 Augsburg                 | Portrétista a kopista                                                           | 1609 dvorní malíř Rudolfa II.                                         |
| Günther, Jeremias             |               |                                                               | ?                       | ?                             | Portrétista a kopista (známé jsou pouze dva obrazy a jedna kresba)              | 1604, 1615 dvorní malíř Matyáše Habsburského                          |
| Heintz starší, Joseph         |               | Kategorie „Joseph Heintz d. Ä. “ na Wikimedia Commons         | 1564 Basilej            | 1609 Praha                    | Malíř mytologických a náboženských obrazů, kreslíř, architekt                   | 1591 dvorní malíř Rudolfa II.                                         |
| Hoefnagel, Jacob              |               | Kategorie „Jacob Hoefnagel “ na Wikimedia Commons             | 1573/5 Antverpy         | 1630/3 Hamburk ?              | Miniaturista, reprodukoval otcovy předlohy                                      | 1602 "Kammermaler"                                                    |
| Hoefnagel, Joris              |               | Kategorie „Joris Hoefnagel “ na Wikimedia Commons             | 1542 Antverpy           | 1600/1 Vídeň                  | Miniaturista, malíř přírodnin, krajinář                                         | 1590 dvorní malíř Rudolfa II.                                         |
| Hoffmann, Hans                |               | Kategorie „Hans Hoffmann“ na Wikimedia Commons                | 1530 ? Norimberk        | 1591/92 Praha                 | Figuralista, kreslíř a kopista Dürerových kreseb                                | 1585 dvorní malíř Rudolfa II.                                         |
| Hutský, Matyáš                |               |                                                               | 1546 Křivoklát          | 1599 Praha                    | Portrétista, kreslíř a iluminátor                                               | 1560 ? dvorní malíř arcivévody Ferdinanda II. Tyrolského              |
| Licinio, Giulio               |               | Kategorie „Giulio Licinio“ na Wikimedia Commons               | 1527 Benátky            | 1591 ? Benátky                | Portrétista a malíř fresek                                                      | 1559 dvorní malíř Ferdinanda I., později Maxmiliána II. a Rudolfa II. |
| Matham, Jacob                 |               | Kategorie „Jacob Matham“ na Wikimedia Commons                 | 1571 Haarlem            | 1631 Haarlem                  | Rytec a kreslíř                                                                 | 1595 privilegium Rudolfa II.                                          |
| Rota, Martino                 |               | Kategorie „Martino Rota“ na Wikimedia Commons                 | 1520 Šibenik            | 1583 Praha nebo Vídeň         | Rytec portrétů, malíř a kreslíř                                                 | 1573 dvorní rytec Maxmiliána II. a Rudolfa II.                        |
| Sadeler, Aegidius             |               | Kategorie „Aegidius Sadeler“ na Wikimedia Commons             | 1568/70 Antverpy        | 1625/9 Praha                  | Rytec, ale i malíř a kreslíř                                                    | od 1597 dvorní rytec Rudolfa II., Matyáše a Ferdinanda II.            |
| Savery, Roelandt              |               | Kategorie „Roelant Savery“ na Wikimedia Commons               | 1576/78 Kontrijk        | 1639 Utrecht                  | Malíř krajin se zvířaty a kreslíř                                               | 1603 ? dvorní malíř Rudolfa II.                                       |
| Seisenegger, Jakob            |               | Kategorie „Jakob Seisenegger“ na Wikimedia Commons            | 1505 ?                  | 1567 Linec                    | Portrétista a miniaturista                                                      | 1531 dvorní malíř Ferdinanda I.                                       |
| Spranger, Bartholomeus        |               | Kategorie „Bartholomeus Spranger“ na Wikimedia Commons        | 1546 Antverpy           | 1611 Praha                    | Portrétista, kreslíř, krajinář, malíř fresek a žánrových obrazů                 | 1582 dvorní malíř Rudolfa II.                                         |
| Stevens, Pieter               |               | Kategorie „Pieter Stevens II“ na Wikimedia Commons            | 1567 ? Mechelen         | po 1624 Praha                 | Malíř krajinných motivů, kreslíř a grafik                                       | 1600 ? dvorní krajinář Rudolfa II.                                    |
| Strada, Ottavio               |               | Kategorie „Ottavio Strada“ na Wikimedia Commons               | 1550 Norimberk ?        | 1606 Praha                    | Kreslíř a antikvář                                                              | 1583 antikvář a dvorní malíř Rudolfa II.                              |
| Terzio, Francesco             |               | Kategorie „Francesco Terzio“ na Wikimedia Commons             | 1523 ? Bergamo          | 1591 Řím                      | Malíř portrétních postav, kreslíř a miniaturista                                | 1531 dvorní malíř Ferdinanda I.                                       |
| van Ravesteyn, Dirck de Quade |               | Kategorie „Dirck de Quade van Ravesteyn“ na Wikimedia Commons | 1565/70 Haag ?          | 1620 ? Praha nebo Nizozemí    | Malíř alegorických, mytologických a náboženských obrazů                         | po 1589 dvorní malíř Rudolfa II.                                      |
| van Vianen, Paulus            |               | Kategorie „Paulus va Vianen“ na Wikimedia Commons             | 1570 ? Utrecht          | 1613 Praha                    | Kreslíř krajinářských motivů a zlatník                                          | 1603 dvorní zlatník Rudolfa II.                                       |
| von Aachen, Hans              |               | Kategorie „Hans von Aachen“ na Wikimedia Commons              | 1552/56 Kolín nad Rýnem | 1615 Praha                    | Portrétista, malíř alegorických, mytologických a náboženských obrazů            | 1592 dvorní malíř Rudolfa II.                                         |
| Vredeman de Vries, Hans       |               | Kategorie „Hans Vredeman de Vries“ na Wikimedia Commons       | 1526/7 Leeuwarden       | 1606/7 Hamburk nebo Amsterdam | Malíř interiérů a iluzivních obrazů, architekt                                  | 1596–1599 působil na dvoře Rudolfa II.                                |